# 李星华
李星華（1911年11月21日—1979年11月27日），河北省乐亭人，李大钊之女，中華人民共和国作家。
主要作品有《回忆我的父亲李大钊》、《白族民间故事集》、《十六年前的回忆》，其中《回忆我的父亲李大钊》在她去世后不久出版，引起强烈反响。

## 个人生平
1911年11月21日出生于河北省乐亭县大黑坨村，家中排行第二，上有一兄葆华，下有弟光华、欣华及妹炎华。1920年夏，隨父母舉家遷至北京定居。
1927年4月6日，时任中华民国大总统的张作霖下令逮捕並問吊李大钊。李星华一家被一同被捕，在监狱关押二十三天。她在法庭上聪明地回答了敌人的审问，使大哥李葆华躲过了敌人的搜捕。

#### 喪父（1927-1949）
李大钊就义后，李星华一家被北平警察厅勒令，离京重回大黑坨村定居。加之还要照顾重病的母亲，李星华被迫退学。
1931年暑假，李星华与其弟，妹前往北平复学。
1932年，她升入中法大学孔德学院高中部。为支持生活，李星华为此勤工俭学，或为学校刻印法文讲义蜡版，每月由此补贴一些生活费用。
1932年，参加中国共产党领导的反帝大同盟。同年，加入中国共产党。
1932年初冬，因情况变化，李星华失掉了党的关系。1933年春，将母亲接到北平，准备安葬父亲。
1933年4月23日，李大钊下葬。同年，其母赵纫兰逝世。将母亲和父亲并排葬在香山万安公墓。
1933年暑假，李星华升入孔德学院社会科学系。
1935年12月，李星华投入“一二·九”运动。第二年她与贾芝结婚。1937年夏天，她由中法大学经济系毕业。
1940年11月6日，几经周折到达陕北延安。她于延安进入延安鲁艺文学系学习，之后就长期在延安中学教书。1942年，她参加了延安整风和大生产运动。
1945年重新入党。在保卫延安的战争中，她跟着学校几经辗转，仍然备课教书，始终如一。1947年9月，随学校东渡黄河，到晋西北地区的临县等地，参加了郝家坡等村的土改调查。

#### 解放后时期（1949-1966）
全国解放后，李星华从延安回到北京，分别在师大女附中和马列主义学院任教。
1956年起，她开始从事民间文学工作。她在中国民间文艺研究会、《民间文学》编辑部和采录编选部负责民间故事采编工作。曾整理出版《白族民间故事传说集》，广受好评。此集还译为日文，在日本出版。

#### 文化大革命时期（1966-1976）
文化大革命中，李星华一家受到残酷迫害。积劳成疾导致双目失明。在失明的情况下，坚持整理编辑《回忆我的父亲李大钊》一书。

#### 晚年余晖（1976-1979）
1979年11月27日，李星华病故于协和医院。她去世后不久，《回忆我的父亲李大钊》出版，在社会中引起强烈反响。

## 主要作品
- 《回忆我的父亲李大钊》[2]
- 《白族民间故事集》
- 《十六年前的回忆》[3]